# Риджленд (Міссісіпі)
Риджленд (англ. Ridgeland) — місто (англ. city) в США, в окрузі Медісон штату Міссісіпі. Населення — 24 340 осіб (2020).

## Географія
Риджленд розташований за координатами 32°25′29″ пн. ш. 90°8′44″ зх. д. / 32.42472° пн. ш. 90.14556° зх. д. (32.424718, -90.145668).  За даними Бюро перепису населення США в 2010 році місто мало площу 55,37 км², з яких 50,80 км² — суходіл та 4,57 км² — водойми. В 2017 році площа становила 59,98 км², з яких 55,37 км² — суходіл та 4,61 км² — водойми.

## Демографія
Згідно з переписом 2010 року, у місті мешкало 24 047 осіб у 10 886 домогосподарствах у складі 6002 родин. Густота населення становила 434 особи/км².  Було 11735 помешкань (212/км²).
Расовий склад населення:
| - 59,5 % — білих - 32,7 % — чорних або афроамериканців - 4,0 % — азіатів - 0,2 % — корінних американців - 2,4 % — осіб інших рас |

До двох чи більше рас належало 1,3 %. Частка іспаномовних становила 4,7 % від усіх жителів.
За віковим діапазоном населення розподілялося таким чином: 23,0 % — особи молодші 18 років, 66,8 % — особи у віці 18—64 років, 10,2 % — особи у віці 65 років та старші. Медіана віку мешканця становила 33,8 року. На 100 осіб жіночої статі у місті припадало 85,9 чоловіків;  на 100 жінок у віці від 18 років та старших — 81,7 чоловіків також старших 18 років.
Середній дохід на одне домашнє господарство  становив 81 073 долари США (медіана — 56 747), а середній дохід на одну сім'ю — 102 272 долари (медіана — 70 540). Медіана доходів становила 46 487 доларів для чоловіків та 40 031 долар для жінок. За межею бідності перебувало 10,2 % осіб, у тому числі 8,9 % дітей у віці до 18 років та 10,9 % осіб у віці 65 років та старших.
Цивільне працевлаштоване населення становило 12 560 осіб. Основні галузі зайнятості: освіта, охорона здоров'я та соціальна допомога — 27,7 %, роздрібна торгівля — 14,9 %, науковці, спеціалісти, менеджери — 9,0 %, публічна адміністрація — 8,1 %.